# The Village
The Village è un film del 2004, diretto e sceneggiato dal regista indianoamericano M. Night Shyamalan.

## Trama
Convigton, Pennsylvania: un villaggio americano è circondato da una foresta che sembra essere infestata da mostruose creature.
All'interno del villaggio, completamente isolato dal resto del mondo, la vita si svolge serena all'insegna di un patto che gli anziani della comunità stipularono con le misteriose creature dei boschi circostanti chiamate "le creature innominabili": pare infatti che, in passato, gli anziani promisero alle creature di non inoltrarsi nei loro boschi a patto che esse non invadessero il villaggio. La promessa rimane intatta a lungo, tanto che nessuno degli abitanti osa varcare i confini dell'abitato e tutti si premuniscono di non usare nulla di colore rosso, colore che pare attiri le bestie.
Lucius pare però insofferente al divieto di avere contatti con l'esterno e prega gli anziani di dargli il permesso di avventurarsi nel bosco, cosa che gli viene negata. La situazione precipita in breve tempo, poiché l'uomo varca di poco la soglia del bosco e le creature si manifestano in città per palesare il proprio disappunto per la violazione del patto. Lucius confessa intanto il proprio amore ad Ivy, giovane non vedente, con la quale scambia una promessa di matrimonio.
Noah, un ragazzo con patologie mentali, è però segretamente innamorato di Ivy e, alla notizia della relazione tra i due, ferisce Lucius riducendolo in fin di vita. Ivy chiede così al padre di avventurarsi oltre il bosco per raggiungere la città dove potrà comperare le medicine per il suo amato e ottiene il permesso.
Poco prima della partenza Ivy viene a conoscenza dal padre che le creature sono state inventate dagli anziani che hanno inscenato più volte la presenza delle stesse per impedire che gli abitanti del villaggio si avventurassero in città. Con questa certezza Ivy si avventura nel bosco in compagnia di due ragazzi che però, impauriti, la abbandonano. Da sola prosegue fino all'incontro con una delle fantomatiche creature, che la giovane riesce a uccidere facendola cadere in un fossato. Solo dopo la caduta si scopre che la creatura era in realtà Noah che, sottratto un costume agli anziani, si era avventurato nel bosco alla ricerca della donna che, non vedente, crede di avere ucciso una bestia vera.
Giunta al limitare del bosco Ivy fa l'incontro con un ranger di fine XX secolo e non potendo vederlo non si accorge di come è vestito o del mezzo con cui l'ha raggiunta (sentendo uno strano rumore). L'uomo nota a sua volta lo strano abbigliamento della ragazza e il suo modo di parlare (si rivolge a lui dandogli del voi), ma la aiuta e le procura i medicinali di cui necessita per salvare Lucius: si scopre dunque che il villaggio è in una riserva protetta, nata per il sogno di un gruppo di uomini, gli anziani, che feriti chi per un lutto in famiglia, chi per le asprezze del quotidiano, decise di creare un villaggio riportandolo indietro di un secolo, lontano dalla modernità e dal dolore. Ivy fu autorizzata a uscire solo perché non avrebbe visto il mondo esterno. Nella scena finale la ragazza entra nella capanna dove Lucius è in convalescenza con i medicinali dicendogli che è tornata.

## Produzione
Il primo titolo del film era The woods, ma venne modificato in seguito all'omonimia con un film diretto da Lucky McKee.
Il villaggio visto nel film è stato costruito nella sua interezza in un campo fuori Chadds Ford, in Pennsylvania.

## Critica
The Village ha ricevuto recensioni contrastanti da parte della critica cinematografica. Tale spaccatura potrebbe essere ricondotta in parte ad una errata promozione del film: il trailer infatti poteva far intendere che si trattasse più di un film horror che di un thriller psicologico.
Uno dei temi centrali del film è la "posizione schizoparanoide" e la paura. Il male è percepito come un qualcosa che viene sempre e comunque dall'esterno, fuori di sé, al punto da credere che la salvezza o la sicurezza sia ottenibile con il semplice isolamento.
In Italia la critica è stata positiva. Roberto Nepoti scrive su la Repubblica: «Più che un film "di paura", The Village è un film sulla paura: la paura che assedia l'America dopo gli attentati dell'11 settembre; la paura che ne ha fatto un Paese protetto fino all'autoreclusione; la paura che i governanti usano come strumento di potere e di controllo sulla vita degli altri. Lì accanto, la nostalgia di un mondo innocente e aurorale, da cui l'America è stata definitivamente risvegliata all'inizio del millennio. The Village è anche un film (non d'amore ma) sull'amore. L'amore si presenta come l'altra faccia della paura, che consente di non farsi annientare ma di crescere, di superarsi anche attraverso prove dolorose. Distinguendo in modo netto tra superstizione (alimentata dagli anziani del villaggio) e fede (che infonde forza ai due giovani innamorati), il film tocca il livello alto della parabola, mille leghe avanti alla gran parte dei thriller orrorifici in circolazione. E tutto ciò senza togliere un'unghia di paura, né del piacere di spaventarsi davanti a uno schermo».
Alberto Crespi scrive su l'Unità: «[...] l'isolamento: The Village racchiude nel suo microcosmo l'America del Mayflower e l'America di Bush: un paese che, in certe sue componenti, rifiuta l'incontro con chi è diverso, si rinchiude nelle proprie tradizioni e le scambia per verità. Shyamalan mette in scena un mondo accerchiato, ed è molto abile nel descrivere gli effetti sulla psiche, e sul comportamento della sindrome da accerchiamento».

## Incassi
Il film ha incassato 114 milioni di dollari negli Stati Uniti e 142 milioni di dollari a livello internazionale, per un totale di 256 milioni di dollari.
In Italia ha incassato un totale di 6.638.000 di euro (2.590.000 nella prima settimana).

### Edizione italiana
La direzione del doppiaggio e i dialoghi italiani sono stati curati per conto della C.V.D. da Maura Vespini.
La sonorizzazione, invece, venne affidata alla International Recording spa.

## Riconoscimenti
- 2004 – Online Film Critics Society Awards
  - Candidatura per la miglior performance a Bryce Dallas Howard
- 2005 – ASCAP Film and Television Music Awards
  - Top Box Office Film a James Newton Howard
- 2005 – Evening Standard British Film Awards
  - Best Technical/Artistic Achievement a Roger Deakins
- 2005 – Motion Picture Sound Editors (Golden Reel Award)
  - Nominated - Best Sound Editing in a Feature: Music, Feature Film a Thomas S. Drescher
- 2005 – MTV Movie Awards
  - Candidatura per la miglior performance femminile a Bryce Dallas Howard
- 2005 – Premio Oscar
  - Candidatura per la miglior colonna sonora a James Newton Howard
- 2005 – Sony Ericsson Empire Awards
  - Candidatura per la miglior attrice a Bryce Dallas Howard
  - Candidatura per la miglior novità a Bryce Dallas Howard
  - Candidatura per il miglior regista a M. Night Shyamalan
- 2005 – Teen Choice Awards
  - Candidatura per la Choice Movie Scary Scene a Bryce Dallas Howard, Ivy Walker waits at the door for Lucius Hunt.
  - Candidatura per la Choice Movie: Thriller

## Colonna sonora
La colonna sonora originale è stata composta da James Newton Howard ed è stata nominata per l'Oscar alla migliore colonna sonora del 2004 (il premio andò a Jan A. P. Kaczmarek per il film Neverland - Un sogno per la vita).
Si tratta di una partitura per orchestra sinfonica, con eminenti parti solistiche per pianoforte e violino: nell'esecuzione utilizzata per il film le parti del violino solista sono interpretate da Hilary Hahn.
Newton Howard, qui alla quarta collaborazione con il regista, ha realizzato le musiche di tutti gli altri film diretti da Shyamalan. È noto inoltre per aver composto le musiche di altri film con atmosfere analoghe a questo.
L'edizione discografica dell'opera, prodotta e distribuita in occasione dell'uscita del film nel 2004, comprende una selezione di tredici brani, per una durata complessiva di quarantadue minuti.
Lista tracce del CD Hollywood Records nr. 0946 357991 2 5, distribuito in Europa a partire dal 27/07/2004:
1. Noah Visits
2. What Are You Asking Me?
3. The Bad Color
4. Those We Don't Speak of
5. Will You Help Me?
6. I Cannot See His Color
7. Rituals
8. The Gravel Road
9. Race To Resting Rock
10. The Forbidden Line
11. The Vote
12. It Is Not Real
13. The Shed Not To Be Used